# Аджемоглу, Дарон
Даро́н Адже́моглу (тур. Daron Acemoğlu, в русскоязычных изданиях встречается англизированная форма Асемоглу; род. 3 сентября 1967, Стамбул) — турецко-американский экономист армянского происхождения. Институтский профессор MIT, член НАН США, Американского философского общества (2021) и Британской и Турецкой АН. Относится к числу 10 самых цитируемых экономистов мира. Лауреат Нобелевской премии по экономике 2024 года за исследования различий в благосостоянии наций.

## Биография
Родился в армянской семье. В 1986 году окончил стамбульский Галатасарайский лицей.
В июне 1989 года получил степень бакалавра в Йоркском университете (Великобритания), в 1990—1992 годах степень магистра и доктора — в Лондонской школе экономики. В 2004—2010 годах занимал кафедру профессора прикладной экономики имени Ч. Киндлбергера Массачусетского технологического института.
Член Американской академии искусств и наук (2006), член Национальной академии наук США (2014).
По сообщению ряда СМИ, в 2011 году правительство Турции предложило профессору Аджемоглу должность постоянного представителя Турции в Организации экономического сотрудничества и развития, но профессор отказался работать на турецкое правительство[значимость факта?]. Однако сам Аджемоглу опроверг наличие как такого предложения от правительства Турции, так и соответственно своего отказа.
В 2012 году Аджемоглу совместно с экономистом Джеймсом Робинсоном выпустил книгу «Почему одни страны богатые, а другие бедные», ставшую одним из главных политэкономических бестселлеров.
В 2019 году с тем же соавтором выпустил книгу «Узкий коридор», посвященную вопросам политологии и свободы личности.
В 2020 году призвал не превращать борьбу с коррупцией в Армении в инструмент для преследования политических соперников, заявив, что похожий на это по своему характеру процесс происходит в Китае[значимость факта?].
В октябре 2024 года получил Нобелевскую премию по экономике «за исследования формирования институтов и их влияния на благосостояние» вместе с Джеймсом Робинсоном и Саймоном Джонсоном.

## Награды и отличия
- T. W. Shultz Prize Чикагского ун-та (2004, первый удостоенный)
- Sherwin Rosen Award (2004, первый удостоенный)
- Медаль Джона Бейтса Кларка (2005)[19]
- John von Neumann Award (2007)
- Erwin Plein Nemmers Prize (2012)
- BBVA Foundation Frontiers of Knowledge Award (2016)
- Jean-Jacques Laffont Prize (2018)
- Global Economy Prize (2019)
- A.SK Social Science Award (2023)[20]
- Премия по экономике памяти Альфреда Нобеля (2024)